# Cornelius Conway Felton

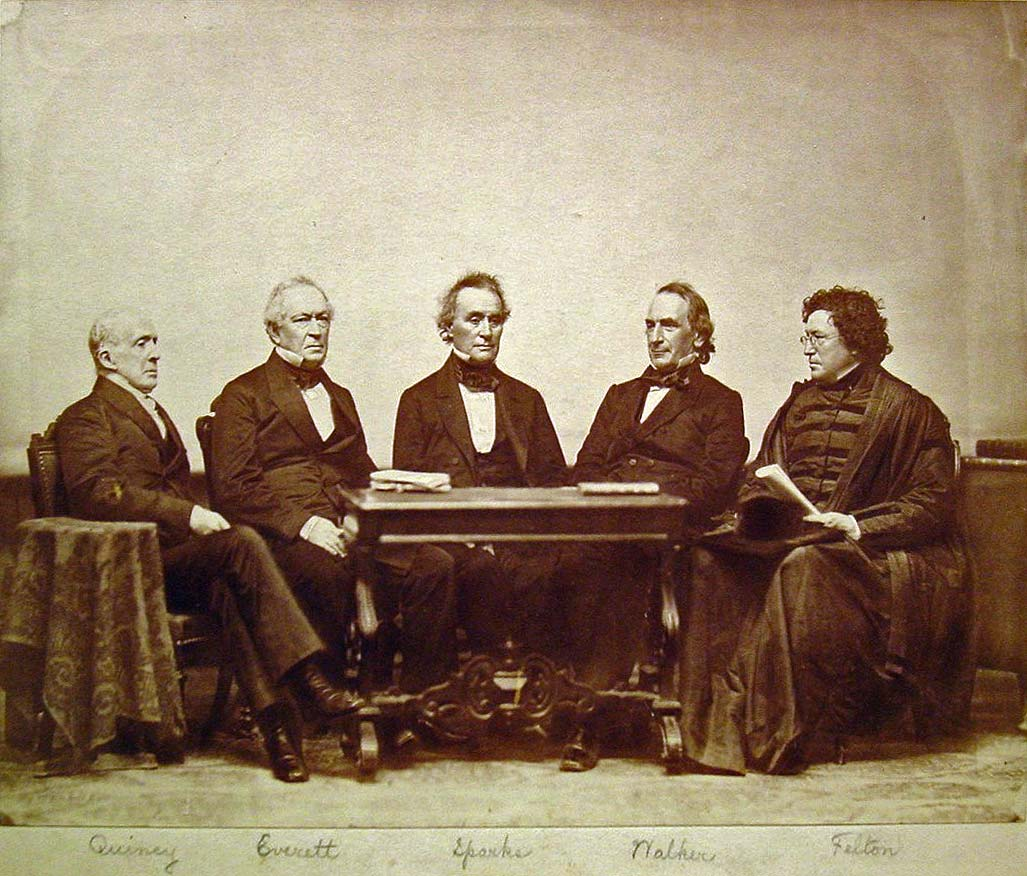
Cinco Presidentes da Universidade Harvard sentados em ordem de quando eles serviram. Da esquerda para a direita: Josiah Quincy III, Edward Everett, Jared Sparks, James Walker e Cornelius Conway Felton.

Cornelius Conway Felton (6 de novembro de 1807 - 26 de fevereiro de 1862) foi um educador americano. Foi regente da Smithsonian Institution, professor de literatura grega e presidente da Universidade Harvard. Felton nasceu em West Newbury, Massachusetts. Ele se formou na Universidade de Harvard em 1827, tendo ensinado a escola nas férias de inverno de seu segundo e último ano. Durante sua graduação, ele também foi membro do Hasty Pudding. Depois de lecionar na Livingstone High School de Geneseo, Nova York, por dois anos, tornou-se tutor em Harvard em 1829, professor universitário de grego em 1832 e professor de literatura grega Eliot em 1834. Em 1860, ele sucedeu James Walker como presidente de Harvard, cargo que ocupou até sua morte, em Chester, Pensilvânia.
Ele foi eleito membro da American Antiquarian Society em 1854.
Felton editou muitos textos clássicos. Suas anotações no texto de Wolf sobre a Ilíada (1833) são especialmente valiosas. Greece, Ancient and Modern (2 vols., 1867), quarenta e nove palestras antes do Instituto Lowell, é acadêmica, capaz e sugestiva da personalidade do autor.
Entre suas diversas publicações estão a edição americana da History of Greece (1855) de Sir William Smith; traduções da German Literature (1840) de Menzel, dos Metres of the Greeks and Romans (1844) de Munk e Earth and Man (1849) e Familiar Letters from Europe (1865) de Guyot.
Felton era o irmão de Samuel Morse Felton, Sr., meio-irmão de John B. Felton e o tio de Samuel Morse Felton, Jr. Ele morreu de "doença do coração" enquanto estava a caminho de uma reunião do Smithsonian em Washington.
Um marco histórico na cidade de West Newbury marca o local de nascimento de Felton.

## Publicações
- Proceedings of the Massachusetts Historical Society (Boston, 1866)